# Proactenis
Proactenis is een geslacht van vlinders van de familie bladrollers (Tortricidae), uit de onderfamilie Tortricinae.

## Soorten
- P. sisir Diakonoff, 1941
- P. tricomma Diakonoff, 1941
- P. uniata Diakonoff, 1960